# This Is What the Edge of Your Seat Was Made For
This Is What the Edge of Your Seat Was Made For — первый мини-альбом британской рок-группы Bring Me the Horizon. Название этого «мини-альбома» переводится с английского как: Это то, для чего был сделан край вашего места. Выпущен он был 25 сентября 2004 года на лейбле Thirty Days of Night в Австралии и 30 января 2005 года на записях Visible Noise в Великобритании.

## История альбома
В сентябре 2004 года вышел дебютный релиз группы — мини-альбом «This Is What the Edge of Your Seat Was Made For». Причём для этого пришлось создать собственный лейбл — Thirty Days of Night Records, так как ни один из существующих не захотел работать с группой.

## Список композиций
1. Re: They Have No Reflections — 5:42
2. Who wants flowers when you’re dead? Nobody — 4:54
3. Rawwwrr! — 4:13
4. Traitors never play hang-man. — 3:37

## Награды
В английском чарте альбом занял 41 место.

## Участники записи
- Оливер Сайкс — вокал
- Кёртис Уорд — гитара
- Ли Малиа — гитара
- Мэтт Кин — бас-гитара
- Мэтт Николлс — ударные, перкуссия